# Misumena oblonga
Misumena oblonga là một loài nhện trong họ Thomisidae.
Loài này thuộc chi Misumena. Misumena oblonga được Octavius Pickard-Cambridge miêu tả năm 1885.